# Ben Graves
 (mai 2014).
Si vous disposez d'ouvrages ou d'articles de référence ou si vous connaissez des sites web de qualité traitant du thème abordé ici, merci de compléter l'article en donnant les références utiles à sa vérifiabilité et en les liant à la section « Notes et références ».
Pour les articles homonymes, voir Graves.
Ben Graves, né le 5 novembre 1972 à Boston dans le Massachusetts et mort le 9 mai 2018, est un musicien américain. 
Il est surtout connu pour son rôle de batteur dans le groupe Murderdolls.

## Biographie
Ben Graves a commencé la batterie à l'âge de 12 ans.
Pendant les années 1990, Ben Graves et son ami Eric Griffin ont déménagé de Boston pour s'installer à Los Angeles de façon à intégrer le groupe Synical. Dans les années 2000, il a rejoint le groupe Murderdolls avec Eric. Tripp Eisen montra au groupe une de ses vidéos jouant aux côtés des deux intéressés. Bien que Ben apparaisse sur la pochette de l'album et dans les vidéos promotionnelles, il n'a pas participé à l'enregistrement de Beyond the Valley of the Murderdolls, même s'il a joué pour les concerts dans le monde entier.
Pendant la pause du groupe, le musicien a été le batteur pour les concerts de Dope, AntiProduct et Nocturne (en).
Son surnom est 'Ghoul' pour les membres du groupe Murderdolls.